# Académie Charles Cros
L'Académie Charles Cros és una associació francesa creada el 1947 per un grup de crítics i especialistes del disc, entre els quals Armand Panigel, José Bruyr, Antoine Goléa, Franck Tenot, Pierre Brive, reunits al voltant Roger Vincent, fundador, sota la presidència del musicòleg Marc Pincherle. Varen succeir Pincherle com a presidents de l'Acadèmia Daniel-Lesur, Michel Philippot i Hugues Dufourt. L'actual president és Alain Fantapié, elegit el 1999, renovat el 2004 i novembre de 2009.

## Composició
Es compon d'una cinquanta membres, especialitzats en els camps de la crítica musical, la gravació de so i la vida cultural. Es va crear en honor de Charles Cros (1842-1888), poeta –amic d'Arthur Rimbaud i Paul Verlaine– i també un inventor autodidacte, un dels pioners de l'enregistrament de so.

## Objectius
Els objectius de l'Acadèmia són establir ponts entre els poders públics que defineixen la política cultural i el conjunt de professionals de la música i el disc.
Des del 1948, l'Acadèmia atorga anualment grans premis del disc, que recompensen obres musicals enregistrades originals i de qualitat en el camp de la cançó, la música popular i clàssica. Diversos grans premis del disc de l'Académie Charles Cros recompensen obres en categories com "cançó", "música clàssica", "jazz", etc. Un altre premi reconeix llibres rellevants del camp de la musicologia. Arran de l'evolució de la tècnica, els premis –atorgats originàriament a 78 RPM– s'atorguen avui en CD o DVD.